# Těhotenská cukrovka
Těhotenská cukrovka neboli gestační diabetes mellitus je typ cukrovky, která se může vyvinout během těhotenství. Jde o poruchu metabolismu sacharidů (cukrů), která se projevuje zvýšenou hladinou glukózy v krvi těhotné ženy. Těhotenská cukrovka může vzniknout v kterékoli fázi těhotenství, nejčastěji je diagnostikována ve druhém nebo třetím trimestru. Po porodu obvykle vymizí.
Gestační diabetes postihuje až 17 % těhotných žen, jeho výskyt celosvětově stoupá.

## Rizikové a spouštěcí faktory
Rizikovými faktory jsou nadváha a obezita, nedostatek pohybu a odsouvání těhotenství do vyššího věku (výskyt narůstá po 30. roce věku). Častěji vzniká u žen, v jejichž rodině se vyskytuje některý z typů cukrovky, zejména cukrovka 2. typu.
Spouštěcím faktorem (u žen s dispozicí k cukrovce) jsou těhotenské hormony a další látky produkované zejména placentou. Tyto látky působí proti inzulinu, snižují citlivost mateřských tkání na jeho působení, způsobují tzv. inzulinovou rezistenci. Díky tomu živiny méně využívá matka a více jich směřuje placentou k dítěti. Slinivka břišní však musí vyrábět více inzulinu, aby částečně kompenzovala jeho snížený účinek.
Pokud se tak děje, hladina cukru v krvi těhotné ženy zůstává v normě. Pokud se ale tvorba inzulinu dostatečně nezvýší, hladina cukru v krvi se začne zvyšovat a vzniká těhotenská cukrovka.

## Příznaky
Někdy se těhotenská cukrovka může projevit větší žízní, častější potřebou močení nebo zvýšenou únavou. Ve většině případů však nemá žena žádné obtíže a výskyt cukrovky je zjištěn díky screeningu. Ten probíhá v 10.–14. týdnu těhotenství po odběru krve nalačno a v 24.–28. týdnu těhotenství odběry krve a orálním glukózovým tolerančním testem (oGTT), během nějž žena vypije roztok glukózy ve vodě.

## Důsledky neléčené těhotenské cukrovky
Nedostatečně léčená těhotenská cukrovka představuje zvýšené riziko pro matku i plod. Ženy s těhotenskou cukrovkou mají vyšší riziko hypertenze v těhotenství a preeklampsie, riziko předčasného porodu a porodu císařským řezem. U dobře léčené ženy jsou rizika nízká, srovnatelná s fyziologicky probíhajícím těhotenstvím.
Organismus dítěte reaguje na cukrovku matky zvýšenou tvorbou vlastního inzulinu. Ten má růstový účinek, proto dítě rychleji roste a přibývá na váze. Porodní váha takových dětí bývá častěji více než 4 kg. Při spontánním porodu velkého plodu hrozí jeho porodní poranění i poranění matky, porodníci proto raději volí porod císařským řezem.
Mezi další komplikace pro dítě patří poruchy srdečního rytmu, horší průběh novorozenecké žloutenky nebo snížená hladina cukru v krvi (hypoglykemie).
Těhotenská cukrovka obvykle nezvyšuje riziko vrozených vývojových vad, protože ty vznikají do 8. týdne nitroděložního vývoje, zatímco těhotenská cukrovka se projevuje až ve druhé polovině těhotenství.

## Po porodu
Gestační diabetes po porodu zpravidla mizí, což se ověřuje kontrolním testem za tři až šest měsíců. Ženy, které měly gestační diabetes, mají během dalšího života několikanásobně vyšší riziko diabetu 2. typu a je u nich také riziko opakování cukrovky v dalším těhotenství.
Pokud cukrovka přetrvává i po šestinedělí, pak se jednalo o jiný typ cukrovky, který se shodou okolností objevil v těhotenství.